# Пуфешть
Пуфешть, Пуфешті (рум. Pufești) — село у повіті Вранча в Румунії. Входить до складу комуни Пуфешть.
Село розташоване на відстані 193 км на північний схід від Бухареста, 32 км на північ від Фокшан, 132 км на південь від Ясс, 90 км на північний захід від Галаца, 128 км на схід від Брашова.

## Населення
За даними перепису населення 2002 року у селі проживали 1584 особи.
Національний склад населення села:
| Національність | Кількість осіб | Відсоток |
| -------------- | -------------- | -------- |
| румуни         | 1569           | 99,1%    |
| цигани         | 10             | 0,6%     |
| угорці         | 5              | 0,3%     |

Рідною мовою назвали:
| Мова      | Кількість осіб | Відсоток |
| --------- | -------------- | -------- |
| румунська | 1574           | 99,4%    |
| угорська  | 10             | 0,6%     |